# Saint-Hilaire-sur-Yerre
Saint-Hilaire-sur-Yerre is een plaats en voormalige gemeente in het Franse departement Eure-et-Loir in de regio Centre-Val de Loire. De plaats maakt deel uit van het arrondissement Châteaudun. De gemeente is op 1 januari 2017 opgegaan in de op die dag gevormde commune nouvelle Cloyes-les-Trois-Rivières.

## Geografie
De oppervlakte van Saint-Hilaire-sur-Yerre bedraagt 16,6 km², de bevolkingsdichtheid is 31,0 inwoners per km².
De onderstaande kaart toont de ligging van Saint-Hilaire-sur-Yerre met de belangrijkste infrastructuur en aangrenzende gemeenten.

## Demografie
Onderstaande figuur toont het verloop van het inwonertal (bron: INSEE-tellingen).